# Stazione di Mignano Monte Lungo
La stazione di Mignano Monte Lungo è una stazione ferroviaria posta sulla linea Roma-Napoli via Cassino. È gestita da RFI ed è a servizio del centro abitato di Mignano Monte Lungo.

## Storia
La stazione è stata inaugurata nel 1863, in occasione dell'apertura del tronco Ceprano-Tora. Nel 1949 mutò la propria denominazione da "Mignano" a "Mignano di Monte Lungo". Inizialmente poteva contare su una discreta frequentazione, poi diminuita con l'avvento del trasporto su gomma e, negli anni 1990, con la chiusura dello scalo merci.

## Strutture e impianti
La stazione dispone di 2 binari passanti utilizzati per il servizio viaggiatori.

## Movimento
La stazione è servita da treni regionali svolti da Trenitalia nell'ambito del contratto di servizio stipulato con la regione Campania.
Nel 2007, il traffico giornaliero medio era di 303 unità.

## Servizi
- Sala d'attesa